# Bob Crone
Bob Crone, właśc. Robert Crone (ur. 4 stycznia 1870 w Belfaście, zm. 15 stycznia 1943 w Barrow-in-Furness) – irlandzki piłkarz występujący na pozycji obrońcy.
W 1889 roku zdobył Puchar Irlandii z Distillery.
W barwach West Bromwich Albion i Notts County rozegrał łącznie 61 spotkań w Division One. Zadebiutował w tych rozgrywkach jako zawodnik West Bromwich Albion, 18 marca 1893 w wygranym 3:0 meczu z The Wednesday.
W reprezentacji Irlandii zadebiutował 9 marca 1889 w przegranym 0:7 meczu British Home Championship przeciwko Szkocji. W latach 1889–1890 w drużynie narodowej wystąpił czterokrotnie.